# Populierenviltmijt
De populierenviltmijt (Aceria varia)  is een mijt behorend tot de familie Eriophyidae. Hij leeft nauw monofaag op Salicaceae en veroorzaakt op deze plant gallen.

## Verspreiding
Aceria varia komt voor in Europa.